# NHL 2005
NHL 2005 es un videojuego de deportes de hockey sobre hielo desarrollado por EA Black Box y publicado por EA Sports. Fue lanzado en 2004 y es el sucesor de NHL 2004.

## Características

### Mejoras/defectos
NHL 2005 presenta Open Ice Control, que incluye jugadores en movimiento sin el disco y también un modo completo Copa Mundial donde cada equipo se puede crear desde cero. El usuario ahora podía importar estadios locales digitalizados para los equipos construidos desde cero (los 30 estadios de la NHL más Nuremberg Arena, Kölnarena, Stockholm Globe Arena, Helsinki Hartwall Areena y Praga Sazka Arena estaban disponibles). También estaban disponibles camisetas y logotipos adicionales de la NHL, incluidos los de los desaparecidos Atlanta Flames, Winnipeg Jets, Colorado Rockies, Quebec Nordiques así como los uniformes de estilo antiguo Los Angeles Kings, Washington Capitals y Vancouver Canucks de las décadas de 1970 y 1980.
La licencia IIHF que otorgó el modo Copa Mundial también permitió a EA usar camisetas internacionales de la vida real por única vez (los juegos lanzados anteriormente usaban camisetas únicas diseñadas por el personal del juego que solo tenían una similitud pasajera con sus contrapartes de la vida real, por lo que la camiseta muestra su bandera.) La versión para PC del juego se redujo a lo esencial, incluida la omisión de la función de crear un jugador. Estas omisiones posiblemente se debieron a la Bloqueo de la NHL 2004-05 de esa temporada, pero EA explicó que no habían perfeccionado la nueva interfaz para crear un jugador, lo que habría permitido una personalización mucho mayor de lo que era previamente disponible.

## Recepción
El juego recibió "críticas generalmente favorables" en todas las plataformas excepto la versión para PC, que recibió críticas "promedio", según el sitio web de agregación de reseñas Metacritic.